# 10105 Холмюлар
10105 Холмюлар (10105 Holmhällar) — астероїд головного поясу, відкритий 6 березня 1992 року.
Тіссеранів параметр щодо Юпітера — 3,205.